# 小川富太郎
小川富太郎（おがわ とみたろう、1945年4月16日 - ）は、日本の技術者、実業家。岡山県笠岡市出身。住友ベークライト代表取締役社長、代表取締役会長を務めた。

## 経歴・人物
- 1969年：京都大学工学部[4]卒業。住友ベークライト入社[5]。
- 1995年：Sumitomo Bakelite Singapore Pte, Ltd. 取締役
- 1998年：取締役に就任
- 2000年：常務取締役
- 2002年：代表取締役専務
- 2004年：代表取締役社長[2]
- 2010年：代表取締役会長[3]
- 2014年：退任